# Frihetsligan
Frihetsligan är en svensk film från 1994 i regi av Leyla Assaf-Tengroth och med manus av Assaf-Tengroth och Bo Bjelfvenstam. Filmen var Assaf-Tengroths debut som spelfilmsregissör.

## Om filmen
Inspelningen ägde rum i Beirut i Libanon med Roland Lundin som fotograf och premiärvisades den 25 februari 1994 på biografen Filmstaden i Stockholm. Den har även visats av Sveriges Television och getts ut på video.

## Handling
Filmen skildrar flickan Schejka under ett pågående krig i Libanon.

## Rollista
- Rim Al Hamad – Schejka
- Elie Kaii – Ahmed
- Walid Takriti	– Ibrahim
- Alain Abi Rached – Kheled
- Selim Khalaf – Karim
- Patrick Joun – Ali
- Carole Abboud	– mamma
- Georges Kassouf – pappa
- Rifaat Torbay	– Abou Rachid
- Tony Aad – Fadi
- Aline Khallouf – Zeinab
- Laila Karam – mormor
- Julia Kassar – syster Thérèse
- Samih Achkouti – polisen
- Assar Reehdan	– Nabil
- Pascale Harfouche – hembiträde
- Fida Noun – kvinnlig fånge
- Sassine Gerges – fängelsechef